# Chūō-ku (Chiba)
Pour les articles homonymes, voir Chūō-ku.
Chūō (中央区, Chūō-ku) est l'un des six arrondissements de la ville de Chiba au Japon. Il est situé au centre de la ville, au bord de la baie de Tokyo.
En juillet 2024, sa population est de 217 876 habitants pour une superficie de 44,69 km2, ce qui fait une densité de population de 4 875 hab./km2.

## Origine du nom
Chūō-ku signifie littéralement « arrondissement central ».

## Lieux notables
- Université de Chiba
- Vélodrome de Chiba

## Transport publics
L'arrondissement est desservi par de nombreuses lignes ferroviaires :
- lignes Chūō-Sōbu, Keiyō, Sōbu, Sotobō et Uchibō de la compagnie JR East,
- lignes Chiba et Chihara de la compagnie Keisei,
- monorail urbain de Chiba.

Les gares de Chiba et Soga sont les gares principales de l'arrondissement.